# Демидов, Иван Павлович
Иван Павлович Демидов (1913, Мариуполь — 1997, Саратов) — советский ученый, общественный и партийный деятель, кандидат исторических наук, профессор, директор (1964—1972) Саратовского юридического института им. Д. И. Курского, директор (1972—1980) Саратовской межобластной высшей партийной школы.

## Биография
Иван Павлович Демидов родился в Мариуполе в 1913 году в семье рабочих.
- 1925 год — наемный рабочий в сельском хозяйстве в д. Скляево Березовского района Воронежской области[1].
- 1927 год — принят в комсомол.
- 1929 год — 1930 год — ликвидатор неграмотности и председатель сельсовета в д. Скляево.
- декабрь 1930 года — февраль 1931 года — секретарь ячейки ВЛКСМ деревообделочного комбината п. Бор Воронежской области.
- март 1931 года — 1935 год — заведующий отделом РК ВЛКСМ, затем пропагандист РК ВКП(б) в с. Березово Воронежской области.
- 1931 год — 1933 год — учеба в Воронежском Комвузе.
- 1932 год — принят в ВКП(б).
- 1936 год — 1939 год — секретарь комитета ВЛКСМ Воронежского педагогического училища, затем инструктор обкома ВЛКСМ в г. Воронеже.
- С 1939 года — слушатель Высшей школы партийных организаторов при ЦК ВКП(б).
- апрель 1939 года — 1945 год — инструктор, заведующий сектором отдела пропаганды и агитации, затем заместитель заведующего отделом ЦК Компартии Туркменистана (Ашхабад).
- 1945 год — 1948 год — слушатель Высшей партийной школы при ЦК ВКП(б).
- 1948 год — 1952 год — секретарь Брянского обкома КПСС.
- 1952 год — 1955 год — аспирант Академии общественных наук при ЦК КПCC.
- 1955 год — декабрь 1957 года — секретарь Балашовского обкома КПСС.
- 1955 год — защита диссертации на звание кандидата исторических наук.
- декабрь 1957 года — 1964 год — секретарь Саратовского обкома КПСС, затем заведующий идеологическим отделом Саратовского промышленного обкома КПСС.
- 1964 год — 1972 год — директор Саратовского юридического института им. Д. И. Курского.
- 1965 год — присвоено звание доцента.
- 1972 год — 1980 год — директор Саратовской межобластной высшей партийной школы.
- с 1990 года — на пенсии.

Умер в 1997 году в Саратове.

## Семья
- Сын — Демидов, Александр Иванович — доктор философских наук, профессор.
- Сын — Демидов, Юрий Иванович
- Сын — Демидов, Игорь Иванович, авиаконструктор
- Внук — Демидов, Иван Александрович — кандидат юридических наук, доцент.
- Внук — Демидов, Андрей Александрович, юрист
- Внук — Демидов Олег Игоревич, энергетик, кандидат технических наук, доцент.
- Внучка — Демидова, Елена Игоревна, доктор исторических наук, профессор, заведующий кафедрой истории, философии, политологии и социологии ССЭИ РЭУ им. Г. В. Плеханова
- Правнук — Демидов, Роман Олегович, инженер-теплоэнергетик в ПАО «Силовые Машины»
- Правнучка — Абраменко, Тамара Алексеевна, врач-кардиолог
- Правнук — Демидов, Кирилл Олегович, инженер криогенной техники, тренер по теннису
- Правнучка — Еськина, Мария Алексеевна, студентка МГИМО, направление «Международное право»

## Награды
- Орден Трудового Красного Знамени
- Орден «Знак почета»
- Орден «Знак почета»
- медали